# Dagebüll
Dagebüll è un comune di 894 abitanti dello Schleswig-Holstein, in Germania.

Appartiene al circondario (Kreis) della Frisia Settentrionale (targa NF) ed è parte della comunità amministrativa (Amt) di Südtondern.

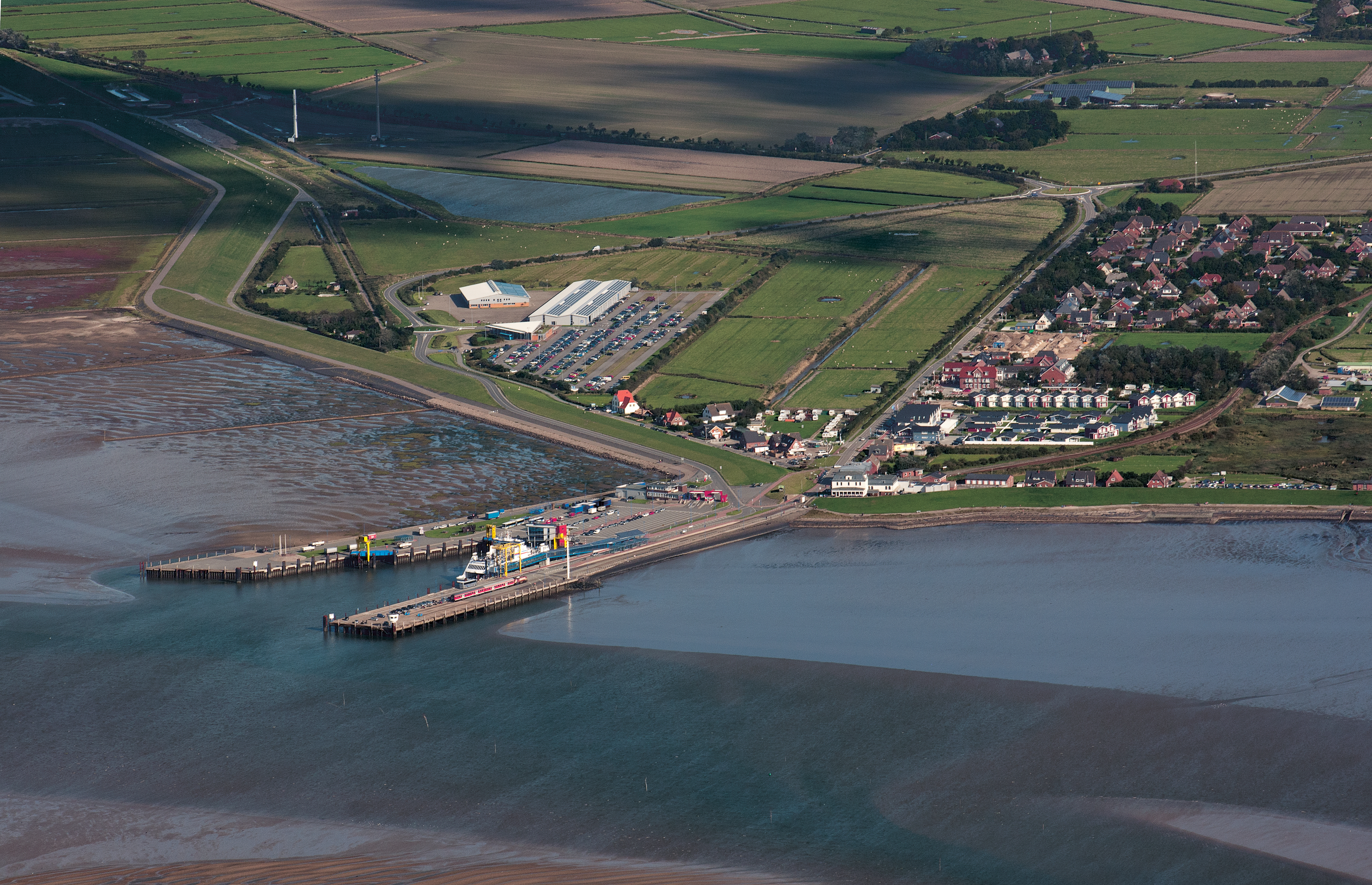
Dagebüll